# Марини, Франческо Саверио
Франческо Саверио Марини (итал. Francesco Saverio Marini; Пустой шаблон {{ВД-Преамбула}} ) — судья Конституционного суда Италии (с 2025).

## Биография
Родился 28 апреля 1973 года в Риме. Окончил Римский университет Тор Вергата.
С 2004 года является профессором публичного права юридического факультета университета Тор Вергата. С 2009 года являлся вице-ректором по юридическим вопросам университета Тор Вергата.
Являлся юридическим советником Управления Италии по конкуренции.
Являлся членом комиссии при Министерстве государственного управления Италии, готовившей проект кодекса государственного управления.
Глава технического секретариата при Совете министров Италии при правительстве Марио Монти.
Являлся членом законодательного комитета регионального правительства Ломбардии.
Являлся членом и вице-президентом Президентского совета Счётной палаты Италии.
Являлся координатором Римской комиссии департамента региональных дел и автономных областей, президентом совместного комитета по внедрению правил Специального статута региона Валле-д’Аоста.
Юридический советник председателя Совета министров Италии при правительстве Мелони.
Являлся следственным судьёй и судьёй по исполнению решений по гражданским делам городского суда Ватикана.
Автор единичных изданий и серии изданий, эссе, научных статей, в том числе: 
- «Il principio di continuità degli organi costituzionali» (Издательство «Giuffrè», Милан, 1997)
- «Il privato e la Costituzione – Rapporto tra proprietà ed impresa» (Издательство «Giuffrè», Милан, 2000)
- «Lo statuto costituzionale dei beni culturali» (Издательство «Giuffrè», Милан, 2002)
- «Saggi di diritto pubblico» (Издательств «ESI», Неаполь, 2014)

Автор учебников:
- «Appunti di giustizia costituzionale» (Издательство «Giappichelli», Турин, 2005)
- «Lineamenti di diritto pubblico» (Издательство «Giappichelli», Турин, 2014)
- «Diritto pubblico italiano ed europeo» (Издательство «Giappichelli», Турин, 2022)

Судья Конституционного суда Италии (с 19 февраля 2025). Избран 13 февраля 2025 года. Приведён к присяге 19 февраля 2025 года.